# 埼玉県道391号大谷材木町線

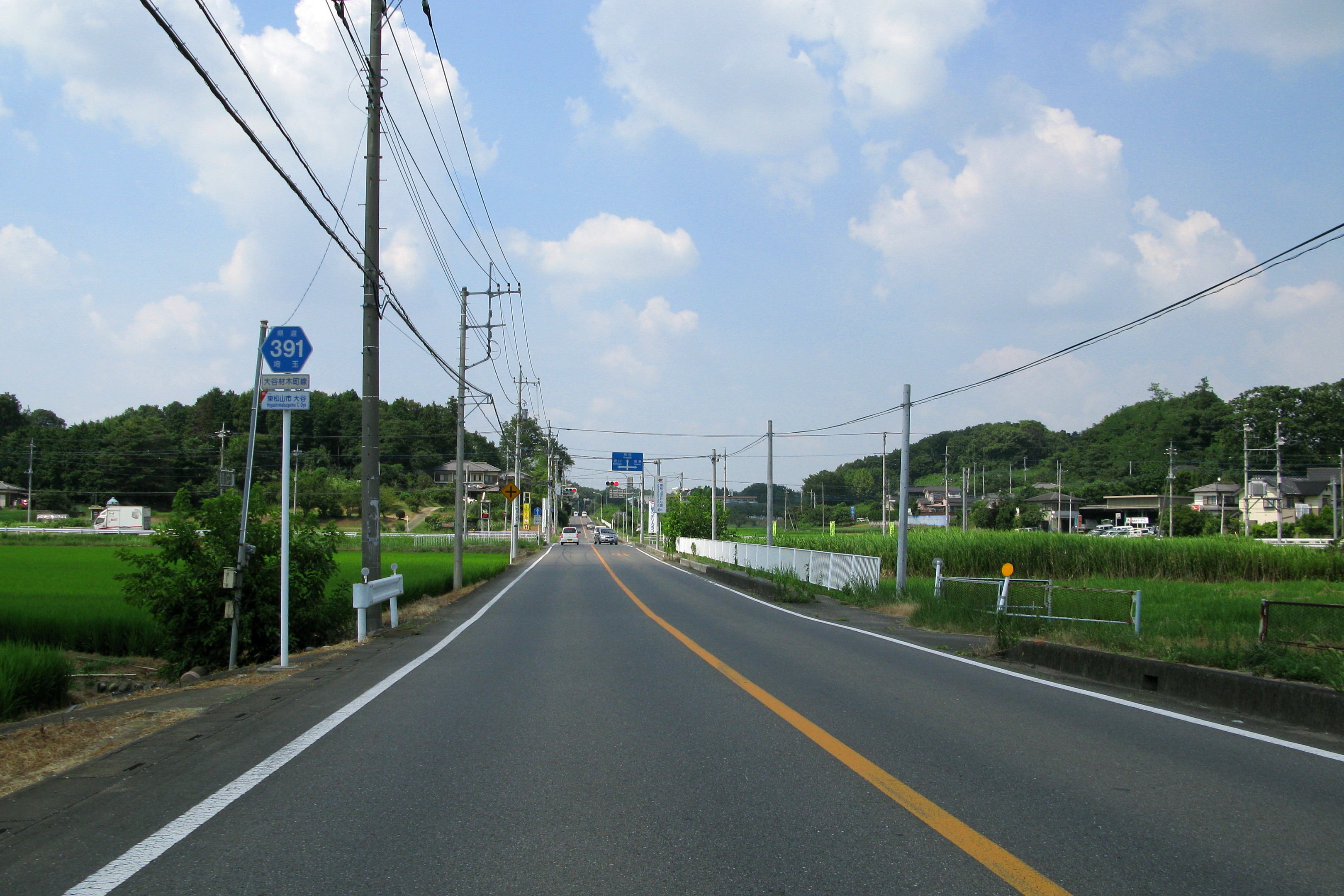
東松山市大谷地区（2012年8月）

埼玉県道391号大谷材木町線（さいたまけんどう391ごう おおやざいもくちょうせん）は、埼玉県東松山市大字大谷の上岡交差点から、同市材木町の市役所北交差点に至る県道である。

## 起点・終点
- 陸上距離：6.171km
- 起点：埼玉県東松山市大字大谷 国道407号交点（上岡交差点）
- 終点：埼玉県東松山市材木町 埼玉県道47号深谷東松山線交点（市役所北交差点）

## 通過する自治体
- 埼玉県
  - 東松山市

## 交差する主な道路
- 国道407号（東松山市上岡）
- 埼玉県道307号福田鴻巣線（東松山市大谷）
- 埼玉県道47号深谷東松山線（東松山市市役所北）

## 沿道の施設
- 東松山市農林公園
- 東松山市立大岡小学校
- 袋山団地
- 東松山市立市の川小学校
- 埼玉県立松山高等学校
- さいたま地方法務局東松山支局
- 東松山市役所
- 東松山市立東松山第一小学校